# Jakov Xoxa
Jakov Xoxa czyt. Jakow Dzodza (ur. 15 kwietnia 1922 w Fierze, zm. 17 lutego 1979 w Budapeszcie) – albański pisarz i poeta pochodzenia arumuńskiego.

## Życiorys
Syn Thanasa. Uczył się w Elbasanie, a następnie w Tiranie. W czasie II wojny światowej walczył w oddziale partyzanckim. Po wyzwoleniu kraju podjął studia filologiczne i pisał pierwsze utwory poetyckie. W 1949 ukazała się drukiem pierwsza z jego powieści, a w 1957 znalazł zatrudnienie na Wydziale Historyczno-Filologicznym Uniwersytetu Tirańskiego, gdzie przez wiele lat wykładał teorię literatury. 
Najważniejszym dziełem w jego dorobku twórczym jest powieść Martwa rzeka, która ukazała się w 1965. Powieść w konwencji socrealistycznej, wzorowana na Cichym Donie Szołochowa opowiada o wyzysku ludności wiejskiej przez bejów w Albanii, w okresie międzywojennym. Wydana sześć lat później Biała Juga, nawiązuje do powieści Zorany ugór Szołochowa i przedstawia literacką wizję kolektywizacji rolnictwa w dolinie Myzeqe.
O Jakovie Xoxy pisał Jan Bolesław Ożóg, wymieniając go w gronie znanych albańskich pisarzy współczesnych: 
Okazało się, że to Jakov Xoxa (Dżodża), nielichy prozaik i zarazem uczony. Jest on autorem dwu zbiorków nowel partyzanckich..
Został odznaczony Orderem Nderi i Kombit (Honor Narodu). Imię pisarza nosi ulica i szkoła muzyczna w Fierze.

## Twórczość

### Powieści
- 1949: Novela
- 1957: Buçet Osumi
- 1965: Lumi i vdekur (Martwa rzeka)
- 1971: Juga e Bardhë (Biała Juga)
- 1980: Lulja e kripës (Kwiat soli)

### Opowiadania
- 1969: Kam të bëj më tokën, bukën e njerëzve : tregime

### Utwory zebrane
- 1983: Vepra letrare

### Podręczniki
- 1969: Hyrje në shkencën e letërsisë (Wprowadzenie do nauki o literaturze)
- 1970: Terminologjia e letërsisë (Terminologia literacka)